# ختمية طبية
الختمية الطبية  أو الخبيزة المخزنية أو عِضْرس أو خطمي أو الخطمية (بالإنجليزية: Marshmallow)‏، (باللاتينية: Althaea officinalis)، هو نوع نباتي عشبي ينتمي إلى جنس الختمية من الفصيلة الخبازية. يعرف علميا باسم.

## البيئة والانتشار
موطنه أوروبا والمشرق العربي. أدخل إلى الولايات المتحدة.
يحتوي الخبيز علي مواد هلامية وفلافونيدات وكومارينات وحمض السالسيليك واحماض فينولية. اما الجذر فيحتوي على نشا ومواد عديدة السكاكر واسباراجين وحمض العفص.

## شكله
إنّ الجذوع منتصبة وطولها 3 إلى 4 أقدام (1.2 m) أو يخرج منها فقط بضعة فروع جانبية.
إنّ الأوراق بيضوية أو مدوّر وطولها 2 إلى 3 بوصات (76 مليمتر) وعرضها حوالي 1 و1/4 بوصة مسنّنة بدون انتظام في الهوامش وسميكة.
ملمسها ومخملي على كلا الجانبينِ، بسبب غطاء كثيف من الشعيرات.إنّ الزهور تشكّل صغيرة وذات لون شاحب.و تزهر أثناء أغسطس/آبِ وسبتمبر/أيلول.